# Tony Stanger
Pour les autres personnalités de ce nom de famille, voir Stanger.
Pas d'image ? Cliquez ici

a Compétitions nationales et continentales officielles uniquement.

b Matchs officiels uniquement.
 Anthony George Stanger dit Tony Stanger, né le 14 mai 1968 à Hawick (Écosse), est un joueur de rugby à XV qui a joué avec l'équipe d'Écosse, évoluant au poste de trois quart aile ou de trois quart centre.

## Biographie
Tony Stanger dispute son premier test match le 28 octobre 1989 contre l'équipe des Fidji, et son dernier test match le 22 mars 1998 contre l'équipe d'Angleterre. Stanger dispute six matchs de la coupe du monde 1991 et deux matchs de la coupe du monde 1995.
En 1999, il rejoint le FC Grenoble avec notamment une participation à la coupe d'Europe où Grenoble sera la seule équipe à battre les Anglais des Northampton Saints, futurs vainqueurs de l’épreuve.

## Palmarès

### En club
- Vainqueur du Championnat d'Écosse en 1986 et 1987 avec Hawick RFC
- Vainqueur du Championnat inter-district écossais en 1999 avec Edinburgh Rugby
- Vainqueur du Championnat d'Angleterre de D2 en 2001 avec Leeds Tykes

### En équipe nationale
- Grand Chelem en 1990 avec l'Écosse

### Statistiques en équipe nationale
- 52 sélections (+ 3 non officielles)
- 106 points (24 essais, co-recordman avec Ian Smith).
- Sélections par années : 2 en 1989, 7 en 1990, 11 en 1991, 6 en 1992, 5 en 1993, 5 en 1994, 3 en 1995, 3 en 1996, 6 en 1997, 5 en 1998
- Tournois des Cinq Nations disputés:  1989, 1990,  1991, 1992, 1993, 1994, 1995, 1997, 1998